# Benemerenza
La benemerenza è un riconoscimento che viene conferito a persone, enti, amministrazioni, istituzioni, associazioni o organizzazioni, rilasciato per riconoscimento di servigi resi. Letteralmente, si tratta di un "atto con cui si acquista merito".
Se l'onorificenza è rilasciata da un ente pubblico si parla di pubblica benemerenza; più nello specifico, se a rilasciarla è un comune, si tratta di una benemerenza civica.

## Onorificenze

### Italia
La Presidenza della Repubblica riconosce tra le onorificenze le seguenti benemerenze: 
- Medaglia ai Benemeriti della salute pubblica
- Medaglia ai benemeriti della scuola, della cultura e dell'arte
- Medaglia ai benemeriti della cultura e dell'arte
- Medaglia ai benemeriti della scienza e della cultura
- Medaglia ai benemeriti della pubblica finanza (abrogata nel 2001)
- Benemerenza per otto lustri di lodevole servizio nelle scuole elementari
- Benemerenza dell'istruzione elementare e materna
- Le Città Benemerite del Risorgimento Nazionale
- Alfiere della Repubblica